# فرودگاه اشتراوبینگ والموهله
فرودگاه اشتراوبینگ والموهله (به آلمانی: Flugplatz Straubing) یک فرودگاه همگانی با کد یاتا RBM است که یک باند فرود آسفالت دارد و طول باند آن ۱۳۵۰ متر است. این فرودگاه در کشور آلمان قرار دارد و در ارتفاع ۳۲۱ متری از سطح دریا واقع شده است.

## شرکت‌های هواپیمایی و مقصدهای پروازی
As of April 2016, there are no scheduled services to or from Straubing. Briefly during early 2016 Danish charter airline Flexflight offered services between Straubing and زالتسبورگ. Flights were later moved from Straubing to Augsburg.